# Darell Hernáiz
Darell Giovan Hernáiz (San Juan, Puerto Rico, 3 de agosto de 2001), más conocido como Darell Hernáiz, es un jugador profesional puertorriqueño de béisbol que se desempeña en la posición de tercera base en Athletics, equipo de las Grandes Ligas de Béisbol (MLB).

## Carrera
En 2024, Hernáiz hizo su debut en la MLB con el equipo Athletics, donde lleva jugando una temporada.